# Ulrich Schädler
Ulrich Schädler (geboren am 24. März 1958) ist ein deutscher Klassischer Archäologe und Spielhistoriker.

## Leben
Schädler studierte zunächst Architektur an der Technischen Universität Darmstadt, bevor er das Studium der Klassischen Archäologie, Alten Geschichte und Vor- und Frühgeschichte an der Universität Frankfurt am Main und La Sapienza in Rom aufnahm. Seit 1983 war er Stipendiat der Begabtenförderung der Konrad-Adenauer-Stiftung. In Frankfurt wurde er 1989 mit einer Arbeit über Attizismen an ionischen Tempeln Kleinasiens promoviert.
Von 1989 bis 1991 absolvierte er ein wissenschaftliches Volontariat am Regionalmuseum Xanten unter der Leitung von Hans-Joachim Schalles. Danach war er als wissenschaftlicher Mitarbeiter am Archäologischen Institut der Universität Frankfurt am Main tätig sowie als Wissenschaftlicher Referent wiederum am Regionalmuseum (jetzt Römermuseum) und Archäologischen Park Xanten (APX/RMX).
Von 2002 bis 2023 leitete er das Schweizer Spielmuseum in La Tour-de-Peilz. An der Universität Fribourg in der Schweiz wurde er 2007 für den Fachbereich Kulturgeschichte der Antike und des Mittelalters habilitiert und lehrt dort als Privatdozent, seit 2019 als Titularprofessor. 
Schädler war von 1985 bis 1987 Mitarbeiter der von der Universität Pisa durchgeführten Ausgrabungen in der Villa der Quintilier an der Via Appia in Rom und hat im Rahmen der Ausgrabungsdokumentation umfassend die bis ins 18. Jahrhundert zurückreichende Geschichte der Ausgrabungen und ihrer Funde aufgearbeitet. Seit 1995 ist er Mitarbeiter der österreichischen Ausgrabungen im Artemision von Ephesos und dokumentiert dort seit 2007 speziell die Befunde zu römischen Spielen, aber auch zu Spielen byzantinischer Zeit. Schädler ist ein ausgewiesener Kenner antiker Spiel- und Freizeitkultur, zu der er seit den 1990er Jahren forscht. Zusammen mit Ricardo Calvo Mínguez hat er das Libro de los juegos, die bedeutendste Schachproblemsammlung des Mittelalters, von Alfons dem Weisen herausgegeben, übersetzt und kommentiert.
Schädler ist Mitherausgeber der internationalen Zeitschrift Board Game Studies und zusammen mit Rainer Buland Herausgeber der Schriftenreihe Ludographie.

## Publikationen (Auswahl)
- Ionisches und Attisches am sogenannten Erechtheion in Athen, Archäologischer Anzeiger 1990, S. 361–378.
- Ikonologie und Archäologie, Antike und Abendland 39, 1993, S. 162–187.
- Globusspiel und Himmelsschach. Brett- und Würfelspiele im Mittelalter. Wissenschaftliche Buchgesellschaft, Darmstadt 1998.
- Griechische Geometrie im Artemision von Ephesos, in: Ulrike Muss (Hrsg.), Der Kosmos der Artemis von Ephesos, Österreichisches Archäologisches Institut, Wien 2001, S. 279–287.
- Zusammen mit Peter Schneider: Ein frühes Tondach aus dem Artemision von Ephesos (= Jahreshefte des Österreichischen Archäologischen Institutes. 6. Ergänzungsheft). Österreichisches Archäologisches Institut, Wien 2004.
- Als Herausgeber: Jeux de l’Humanité. 5000 ans d’histoire culturelle des jeux de société. Slatkine, Genf 2007 (deutsch Spiele der Menschheit. 5000 Jahre Kulturgeschichte der Gesellschaftsspiele. Wissenschaftliche Buchgesellschaft, Darmstadt 2007).
- Als Herausgeber zusammen mit Hans Holländer: Scacchia Ludus. Studien zur Schachgeschichte. Band 1. Feenschach-Phénix, Aachen 2008.
- Zusammen mit Ricardo Calvo Mínguez: Alfons X. „der Weise“. Das Buch der Spiele. Deutsche Übersetzung und Kommentar.  Lit-Verlag, Wien/Münster 2009.
- Als Herausgeber zusammen mit Ernst Strouhal: Passagen des Spiels. Band 1: Spiel und Bürgerlichkeit. Springer, Wien/New York  2010.
- Als Herausgeber: Créateurs de chances. Les loteries en Europe. Musée Suisse du Jeu, La Tour-de-Peilz 2012.
- Als Kurator zusammen mit Thomas Thomsen: Crossing Games. Journeys between East and West. Museu Nacional de Arte Antiga, Lissabon 2022.
- Als Herausgeber zusammen mit Alessandro Pace, Tim Penn: Games in the Ancient World: Places, Spaces, Accessories. Mergoil, Drémil-Lafage 2024.

## Auszeichnungen
2010 Mérites de La Tour-de-Peilz
2022 "A Life Dedicated to the Game" Award, Festival DAU, Barcelona